# ديوك إريكسون
ديوك إريكسون (بالإنجليزية: Duke Erikson)‏ هو منتج أسطوانات وعازف قيثارة ومغني أمريكي، ولد في 15 يناير 1951 في ليونس في الولايات المتحدة.

## وصلات خارجية
- ديوك إريكسون على موقع IMDb (الإنجليزية)
- ديوك إريكسون على موقع ميوزك برينز (الإنجليزية)
- ديوك إريكسون على موقع أول ميوزيك (الإنجليزية)
- ديوك إريكسون على موقع ديسكوغز (الإنجليزية)
- ديوك إريكسون على موقع قاعدة بيانات الفيلم (الإنجليزية)
- ديوك إريكسون على موقع كينوبويسك (الروسية)